# Chatham (Kent)
Chatham es un pueblo inglés situado en el condado de Kent, que se desarrolló alrededor de un puerto naval muy importante al sudeste de Londres, costa este de Inglaterra. El río Medway riega sus tierras. Junto con los pueblos de Gillingham y Rochester conforman hoy en día la conurbación de Medway Towns.
- Datos: Q729006
- Multimedia: Chatham, Kent / Q729006